# 致和街道 (彭州市)
致和街道，原为致和镇，是中华人民共和国四川省成都市彭州市下辖的一个乡镇级行政单位。2019年12月，撤镇设街道，致和街道办事处驻天彭大道365号。

## 行政区划
致和街道下辖以下地区：
双龙社区、太平社区、北京社区、五里社区、万家社区、高山社区、九江社区、四方社区、独柏社区、护国社区、贤德社区、清泉社区、斑竹社区、高泉村、清洋村、百祥村、梅花村、晓阳村、百苍村、仁义村、复兴村、观泉村、红瓦村、中平村、明台村、龙泉村、青石村、连封村、东远村、京果村、大林村、花土村、元通村、棋盘村、清林村和古云村。